# 李山 (山峰)

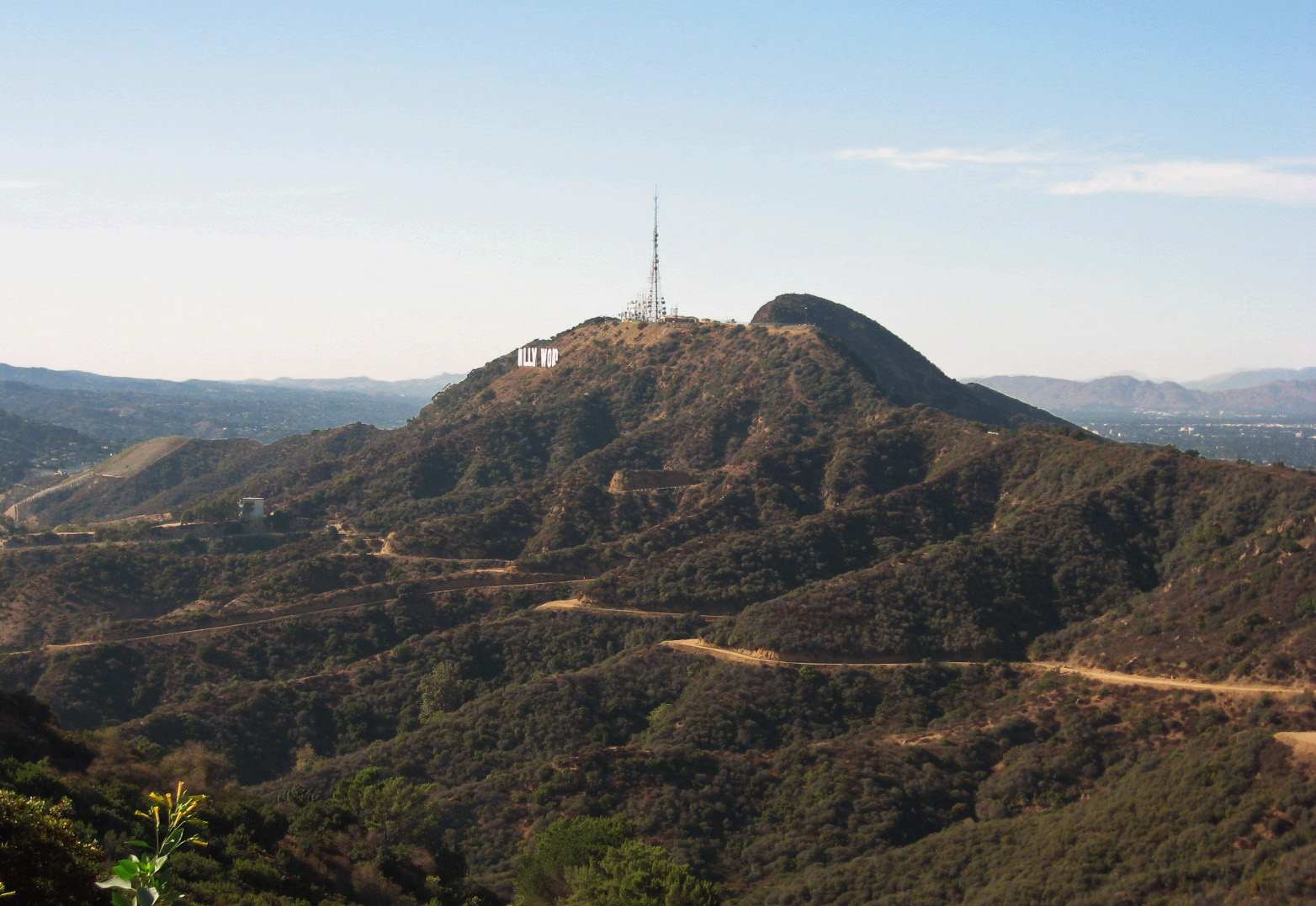
李山

李山是聖莫尼卡山的一座山峰，位於美国洛杉矶的格里菲斯公園內。好萊塢標誌就位于李山的南坡。
李山的山峰原本是尖的，後來由於马克·森内特曾计划在山頂建造一座豪华住宅，山頂因而变平，但豪宅並未建成。 